# Phi2 Pavonis
Pour les articles homonymes, voir Phi Pavonis.
Désignations
Phi2 Pavonis (en abrégé φ2 Pav) est une étoile de la constellation australe du Paon. Elle est visible à l'œil nu avec une magnitude apparente de 5,12. C'est une étoile de type G située à 80,4 années-lumière de la Terre.

## Environnement stellaire
Phi2 Pavonis présente une parallaxe annuelle de 40,57 ± 0,09 mas mesurée par le satellite Gaia, ce qui indique qu'elle est distante de 24,65 ± 0,05 pc (∼80,4 al) de la Terre. Elle s'en rapproche à une vitesse radiale héliocentrique de −32,0 km/s. À cette distance, la magnitude visuelle de l'étoile est diminuée de 0,07 en raison de l'extinction créée par la poussière interstellaire. Elle est membre de la population galactique du disque mince et elle ne possède pas de compagnon stellaire connu.
Phi2 Pavonis est membre du groupe mouvant de Zeta Herculis, un groupe d'étoiles à faible métallicité, mais l'existence même de ce groupe est contestée. Les autres étoiles considérées comme étant membre du groupe incluent Zeta Herculis elle-même, Delta Trianguli, Zeta Reticuli, 1 Hydrae, Gliese 456, Gliese 678 ainsi que Gliese 9079.

## Propriétés
Phi2 Pavonis est classée comme une naine jaune de type spectral G0 V Fe-0,8 CH-0,5, mais elle apparaît être devenue une sous-géante, venant de quitter la séquence principale. Le suffixe « Fe-0,8 CH-0,5 » indique que son spectre présente une sous-abondance en fer ainsi qu'en cyanogène comparé aux autres étoiles de cette classe. Son abondance en fer vaut 42 % l'abondance solaire de cet élément.
L'étoile est âgée autour de 5,7 milliards d'années et elle est 9 % plus massive que le Soleil. Elle tourne sur elle-même à une vitesse de rotation projetée de 1,95 km/s, et elle complète une rotation sur elle-même en 28 jours environ. Le rayon de l'étoile est 1,86 fois plus grand que le rayon solaire, elle est 3,39 fois plus lumineuse que le Soleil et sa température de surface est de 6 091 K.
En 1998, une équipe de l'observatoire européen austral annonce la possible existence d'une exoplanète en orbite autour de Phi2 Pavonis. L'équipe rétracte toutefois cette découverte en 2002, mais a pu déterminer l'existence d'une périodicité de sept jours, possiblement due à la rotation de l'étoile.